# Träfjärilar
Träfjärilar (Cossidae) är en familj av stora eller medelstora fjärilar med klumpig byggnad, ragghårig kropp och förkrympt sugtunga.
Larverna lever inuti växande lövträdsstammar, som därav skadas i sin tillväxt eller till och med dödas. Dessutom kan virket bli värdelöst av de breda larvgångarna.

## Arter i Sverige[1]
I Sverige finns 4 arter, varav 1 är rödlistad:
- Större träfjäril (Cossus cossus)
- Mindre träfjäril (Acossus terebra) NT[2]
- Blåfläckig träfjäril (Zeuzera pyrina)
- Vassborrare (Phragmataecia castaneae)